# Zhangheotherium
Zhangheotherium quinquecuspidens
Genre
Espèce
Zhangheotherium est un genre éteint de petits mammifères primitifs de l'ordre des symmétrodontes.
D'abord connu, comme beaucoup de mammifères primitifs, uniquement par leurs dents fossiles, un squelette complet de Zhangheotherium a été découvert en Chine dans la province de Liaoning. Il provient du biote de Jehol (Crétacé inférieur), et a été décrit en 1997 par Y. Hu et al. sous le nom de Zhangheotherium quinquecuspidens.
C'est la seule espèce connue du genre.

## Description

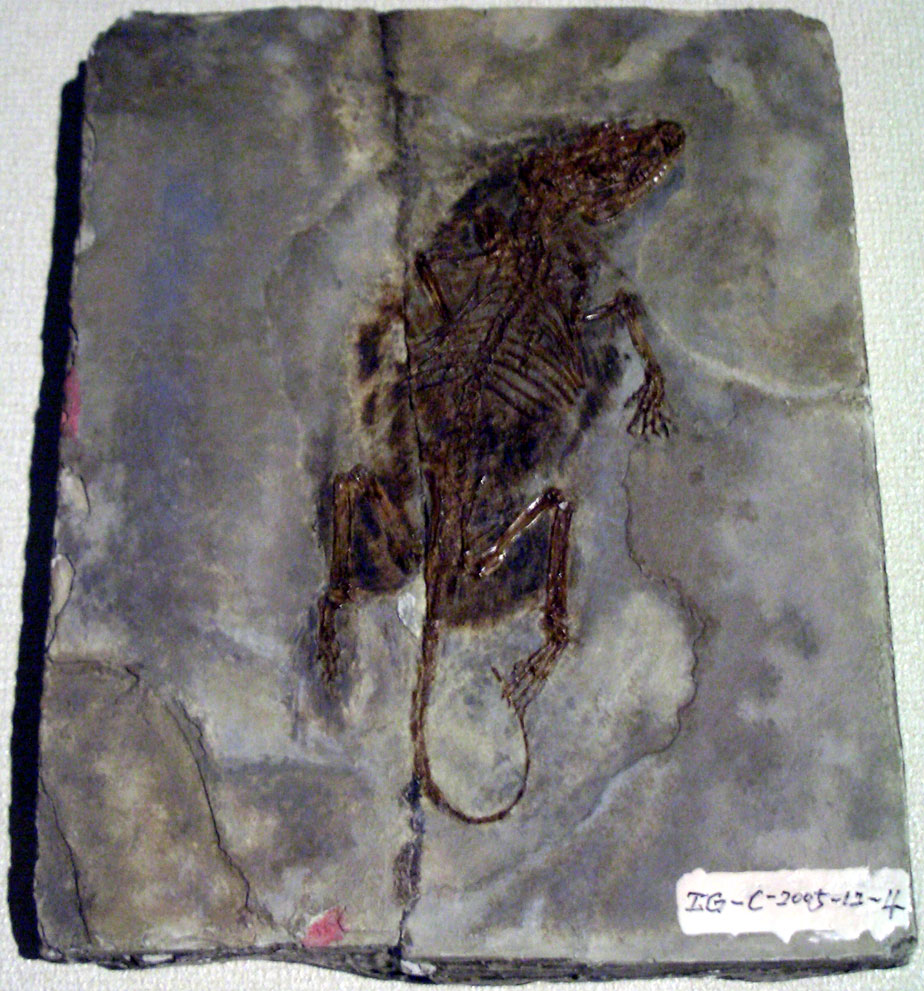
Squelette de Zhangheotherium quinquecuspidens au Hong Kong Science Museum.

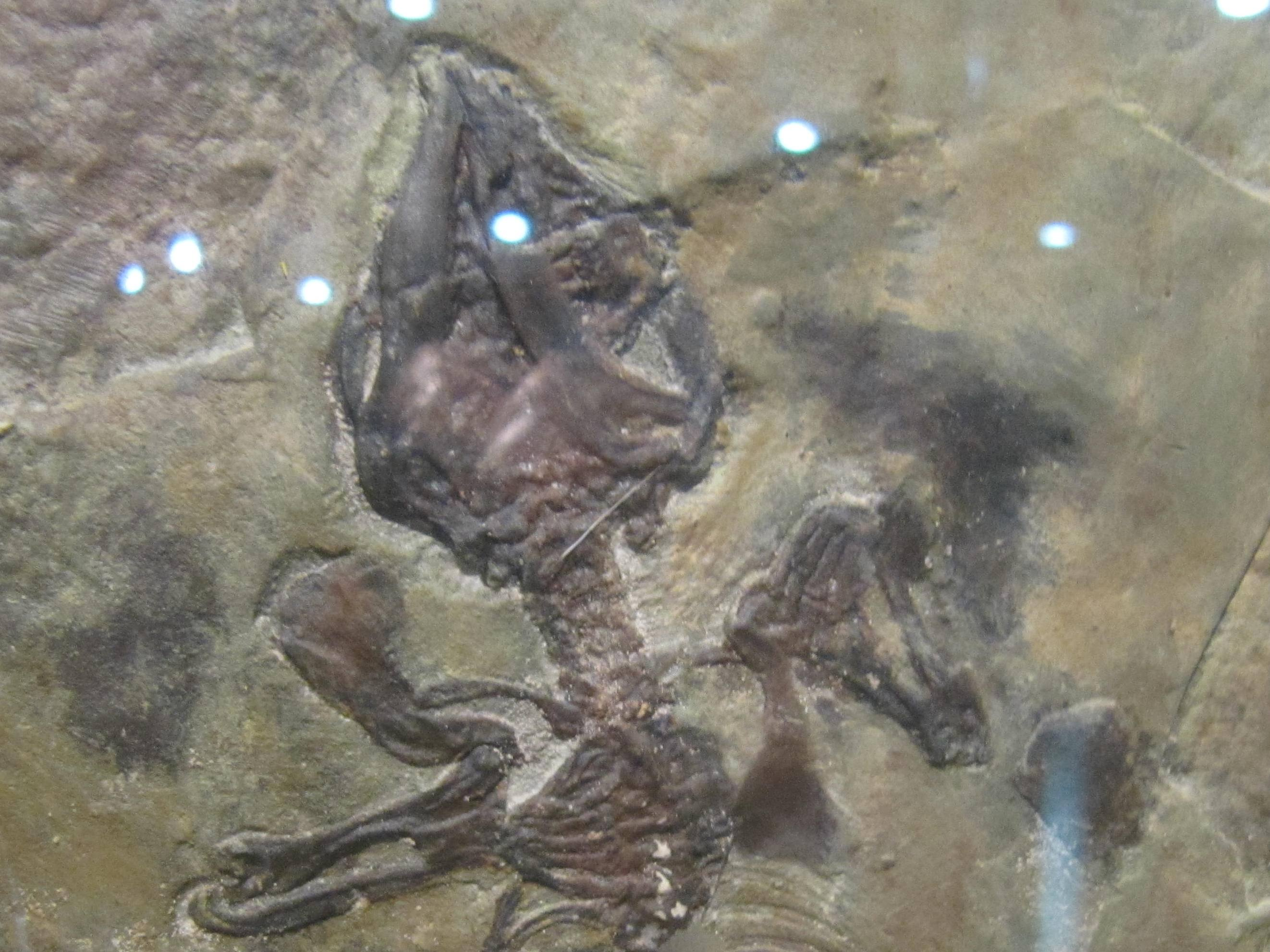
Fossile du crâne de Zhangheotherium
au Musée d'histoire naturelle de Pékin.

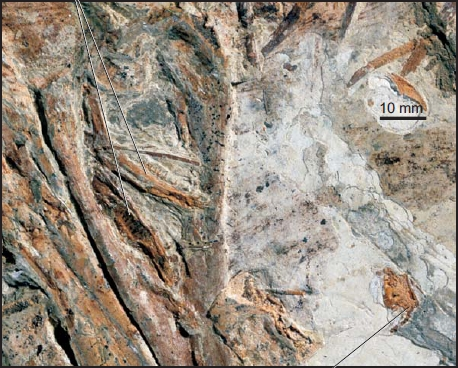
Photo montrant des restes fossiles du contenu abdominal d'un dinosaure à plumes : Sinosauropteryx prima.
Au centre gauche, deux mandibules de Zhangheotherium et, en bas, dans le coin droit, en brun, une mandibule de Sinobaatar.

Zhangheotherium présente de nombreux caractères primitifs. Il porte sur les pattes postérieures un aiguillon tel qu'il existe aujourd'hui seulement chez le mâle d'ornithorynque.
Sa démarche devait rappeler celle des reptiles, des monotrèmes ou d'autres mammifères primitifs comme Jeholodens ou Repenomamus.
Comme certains mammifères primitifs, Zhangheotherium a conservé un canal de Meckel (ouverture située sur la face intérieure de la mandibule). 

## Paléobiologie
La présence d'aiguillons tarsiens comme chez la plupart des Mammaliaformes non-thériens, prouve que certains symmétrodontes comme Zhangheotherium étaient venimeux à l'identique des mâles actuels d'ornithorynques.
Ses pattes arrière longues s'appuyant sur une large voûte plantaire semblent indiquer une bonne faculté à grimper.
Les longues mandibules à canines et prémolaires caduques montrent que Zhangheotherium avait un régime carnivore ou insectivore.
Zhangheotherium était par contre la proie de dinosaures carnivores à plumes, des théropodes, comme le prouvent lee deux mandibules de Zhangheotherium retrouvées dans la zone abdominale du fossile d'un Sinosauropteryx  prima.

## Classification
À l'occasion de la description d'un nouveau genre (Anebodon) en 2016, Bi et al. ont établi le cladogramme suivant, limité aux Zhangheotheriidae, où Zhangheotherium apparaît comme le plus évolué des Zhangheotheriidae, en position de transition vers les Spalacotheriidae :
|  | Anebodon    |
|  |             |
|  | Kiyatherium |
|  |             |

|  | Zhangheotherium                                              |
|  |                                                              |
|  | \| \| autres Symmetrodonta non-Zhangheotheriidae \| \| \| \| |
|  |                                                              |
|  | autres Symmetrodonta non-Zhangheotheriidae                   |
|  |                                                              |

|  | autres Symmetrodonta non-Zhangheotheriidae |
|  |                                            |

|  | Zhangheotherium                                              |
|  |                                                              |
|  | \| \| autres Symmetrodonta non-Zhangheotheriidae \| \| \| \| |
|  |                                                              |
|  | autres Symmetrodonta non-Zhangheotheriidae                   |
|  |                                                              |

|  | autres Symmetrodonta non-Zhangheotheriidae |
|  |                                            |

|  | Anebodon    |
|  |             |
|  | Kiyatherium |
|  |             |

|  | Zhangheotherium                                              |
|  |                                                              |
|  | \| \| autres Symmetrodonta non-Zhangheotheriidae \| \| \| \| |
|  |                                                              |
|  | autres Symmetrodonta non-Zhangheotheriidae                   |
|  |                                                              |

|  | autres Symmetrodonta non-Zhangheotheriidae |
|  |                                            |

|  | Zhangheotherium                                              |
|  |                                                              |
|  | \| \| autres Symmetrodonta non-Zhangheotheriidae \| \| \| \| |
|  |                                                              |
|  | autres Symmetrodonta non-Zhangheotheriidae                   |
|  |                                                              |

|  | autres Symmetrodonta non-Zhangheotheriidae |
|  |                                            |